# Guillaume Groen van Prinsterer
Guillaume (Willem) Groen van Prinsterer, född 21 augusti 1801 i Voorburg, död 19 maj 1876 i Haag, var en nederländsk statsman och historieskrivare.
Groen van Prinsterer var 1829-33 kabinettssekreterare hos kung Vilhelm I av Nederländerna och satt 1849-65 nästan oavbrutet som ledamot av Generalstaternas andra kammare, där han på det kraftigaste förde de konservativa idéernas talan. Han var stiftare och ledare av Antirevolutionära partiet. 
Bland Groen van Prinsterer skrifter märks Handboek der geschiedenis van het vaderland, (1835, femte upplagan 1876), Archives, ou correspondance inédite de la malson d'Orange-Nassau (1835-64), ett 15 volymer starkt verk, som erbjuder ett omfattande och nytt källmaterial för 1500- och 1600-talets historia, Bijdrage tot herziening der grondwet in nederlandschen zin (1840) och Ongeloof en revolutie (1847, andra upplagan 1868), ett slags politisk trosbekännelse. Dessutom utgav han en mängd flygskrifter samt redigerade tidningen "De nederlander" (1850-55), hans partis språkrör.